# Démographie de la Seine-Saint-Denis
La démographie de la Seine-Saint-Denis est caractérisée par une très forte densité et une population très jeune qui croît depuis les années 1950.
Avec ses 1 681 725 habitants en 2022, le département français de la Seine-Saint-Denis se situe en 5e position sur le plan national.
En six ans, de 2015 à 2021, sa population s'est accrue de près de 76 100 unités, c'est-à-dire de plus ou moins 12 700 personnes par an. Mais cette variation est différenciée selon les 40 communes que comporte le département.
La densité de population de la Seine-Saint-Denis, 7 126 habitants par kilomètre carré en 2022, est 66 fois supérieure à celle de la France entière qui est de 107,1 hab./km2 pour la même année.

## Historique
Depuis la fin des années 1990, sa population — plutôt stagnante pendant près de 25 ans — connaît un développement soutenu. En effet, en quinze ans, de 1999 à 2014, sa population s'est accrue de plus de 188 000 unités, soit plus de 12 500 personnes par an.
En 2016, l'indice de fécondité s'élève à 2,40 enfants par femme, soit le niveau le plus élevé de tous les départements de France métropolitaine.
La Seine-Saint-Denis est aussi le département de France métropolitaine comptant la plus forte proportion d'immigrés en 2013 avec 29 % soit 449 557 sur une population de 1 552 482 (dont 23,5 % nés hors de l'Europe), ou de personnes issues de l'immigration. En se basant sur la population âgée d'au moins 15 ans, on en compte 410 821 sur une population de 1 188 661. Plus de la moitié de ces immigrés ont entre 25 et 54 ans (266 594 pour être précis sur une « cohorte » statistique totale de 654 351 individus pour cette classe d'âge),. En 2005, 57 % des moins de 18 ans étaient d'origine étrangère et 64,9 % des enfants nés en 2011 en Seine-Saint-Denis, soit 18 411 sur 28 362, ont au moins un parent né à l'étranger (quelle que soit sa nationalité). Les parents nés en France comprennent les parents nés dans les collectivités d'outre-mer (COM).
La mortalité infantile y est une des plus élevées de France métropolitaine (4,8 ‰ en 2011-2013) après les départements du Territoire-de-Belfort (5,7) et de l'Ariège (5,0).
Les chiffres 2006 du recensement (rendus publics en janvier 2009) ont montré une forte progression par rapport aux chiffres de 1999. Après la stagnation de la décennie précédente, les prix de l’immobilier attractifs et un taux de natalité record ont permis à la Seine-Saint-Denis de connaître une progression de près de 8 %. Les 40 villes grossissent à des rythmes allant de 0,85 % à Coubron à 22,8 % à Dugny. Parmi les progressions remarquables : Aubervilliers (+ 16,44 %, soit 10 400 habitants en plus), Bondy (+ 13,84 %, soit 6 500 habitants), Saint-Denis, où le quartier de la Plaine a muté dans la dynamique du Stade de France, accueille 12 000 personnes de plus qu’en 1999 (+ 13,92 %). Avec 101 587 habitants, Montreuil reste la 4e ville d’Île-de-France, devancée de 1 000 unités par Argenteuil (Val-d’Oise). Saint-Denis et Aulnay-sous-Bois complètent le podium. Bondy, Épinay-sur-Seine, Sevran et Le Blanc-Mesnil franchissent de manière officielle le cap des 50 000 habitants. La Seine-Saint-Denis a en 2011 un fort de natalité plus important que la métropole parisienne (3,5 % au lieu de 2,3 %), mais un déficit migratoire de plus de 10 000 habitants en partent annuellement. Les ménages avec enfant(s) sont plus nombreux en Seine-Saint-Denis que la moyenne francilienne (46 % des ménages contre 39 %) avec des familles nombreuses plus fréquentes : une famille sur quatre compte trois enfants ou plus.
Depuis l'annonce de la population légale 2016, publiée en janvier 2019, la Seine-Saint-Denis est le deuxième département francilien derrière Paris, dépassant les Hauts-de-Seine, et le cinquième au niveau national. Sa croissance démographique annuelle est passée de 15 600 habitants sur la période 1999-2006, à 7 600 habitants sur la période 2006-2011, mais reste significative. Elle a le plus fort taux régional de moins de 15 ans (22 %, contre 20 % en moyenne dans la région) et de 15-29 ans, (21,5 contre 20,9) %). Avec 37 % de moins de 20 ans, Clichy-sous-Bois devance les villes de l'Ouest du département du secteur Épinay-sur-Seine / Le Blanc-Mesnil. Les personnes âgées sont moins présentes dans le « 9-3 » que dans les autres collectivités d'Ile-de-France avec 15 % de personnes âgées de 60 ans et plus, contre 19 % en Ile-de-France.

## Évolution démographique du département de la Seine-Saint-Denis
En 2022, le département comptait 1 681 725 habitants, en évolution de +4,67 % par rapport à 2016 (France hors Mayotte : +2,11 %).
| 1881    | 1886    | 1891    | 1896    | 1901    | 1906    | 1911    | 1921    | 1926    |
| ------- | ------- | ------- | ------- | ------- | ------- | ------- | ------- | ------- |
| 180 412 | 207 901 | 230 992 | 262 735 | 307 329 | 349 545 | 411 443 | 504 956 | 635 806 |

| 1931    | 1936    | 1946    | 1954    | 1962      | 1968      | 1975      | 1982      | 1990      |
| ------- | ------- | ------- | ------- | --------- | --------- | --------- | --------- | --------- |
| 769 315 | 776 378 | 730 361 | 845 231 | 1 069 137 | 1 249 606 | 1 322 127 | 1 324 301 | 1 381 197 |

| 1999      | 2006      | 2011      | 2016      | 2021      | 2022      | - | - | - |
| --------- | --------- | --------- | --------- | --------- | --------- | - | - | - |
| 1 382 861 | 1 491 970 | 1 529 928 | 1 606 660 | 1 668 670 | 1 681 725 | - | - | - |

## Population par divisions administratives

### Arrondissements
Le département de la Seine-Saint-Denis comporte trois arrondissements. La population se concentre principalement sur l'arrondissement du Raincy, qui recense 47 % de la population totale du département en 2022, avec une densité de 5 259,9 hab./km2, contre 27 % pour l'arrondissement de Saint-Denis et 26 % pour celui de Bobigny.
| Arrondissement  | Population(2022) | Variation(2022/2016)                       | Superficie(km2) | Densité(hab./km2) |
| --------------- | ---------------- | ------------------------------------------ | --------------- | ----------------- |
| Le Raincy       | 786 876          | en évolution de +4,17 % par rapport à 2016 | 149,6           | 5 259,9           |
| Saint-Denis     | 453 801          | en évolution de +4,25 % par rapport à 2016 | 47,4            | 9 573,9           |
| Bobigny         | 441 048          | en évolution de +6,03 % par rapport à 2016 | 39,2            | 11 251,2          |
| Source : Insee. |                  |                                            |                 |                   |

### Communes de plus de50 000 habitants
Sur les 40 communes que comprend le département de la Seine-Saint-Denis, 36 ont en 2021 une population municipale supérieure à 10 000 habitants, 28 ont plus de 25 000 habitants, treize ont plus de 50 000 habitants et deux ont plus de 100 000 habitants : Saint-Denis et Montreuil.
Les évolutions respectives des communes de plus de 50 000 habitants sont présentées dans le tableau ci-après.
| Commune              | Population(2022) | Variation(2022/2016)                        | Superficie(km2) | Densité(hab./km2) |
| -------------------- | ---------------- | ------------------------------------------- | --------------- | ----------------- |
| Saint-Denis          | 148 907          | en évolution de +33,72 % par rapport à 2016 | 15,77           | 9 442,4           |
| Montreuil            | 110 758          | en évolution de +2,17 % par rapport à 2016  | 8,92            | 12 416,8          |
| Aubervilliers        | 89 489           | en évolution de +3,98 % par rapport à 2016  | 5,76            | 15 536,3          |
| Aulnay-sous-Bois     | 86 360           | en évolution de +2,01 % par rapport à 2016  | 16,2            | 5 330,9           |
| Drancy               | 71 312           | en évolution de +1,48 % par rapport à 2016  | 7,76            | 9 189,7           |
| Noisy-le-Grand       | 71 632           | en évolution de +7,46 % par rapport à 2016  | 12,95           | 5 531,4           |
| Pantin               | 60 954           | en évolution de +10,14 % par rapport à 2016 | 5,01            | 12 166,5          |
| Le Blanc-Mesnil      | 59 912           | en évolution de +7,01 % par rapport à 2016  | 8,05            | 7 442,5           |
| Bobigny              | 55 270           | en évolution de +5,6 % par rapport à 2016   | 6,77            | 8 164             |
| Épinay-sur-Seine     | 53 564           | en évolution de −3,65 % par rapport à 2016  | 4,57            | 11 720,8          |
| Saint-Ouen-sur-Seine | 53 041           | en évolution de +6,8 % par rapport à 2016   | 4,31            | 12 306,5          |
| Bondy                | 51 066           | en évolution de −4 % par rapport à 2016     | 5,47            | 9 335,6           |
| Sevran               | 51 640           | en évolution de +2 % par rapport à 2016     | 7,28            | 7 093,4           |
| Source : Insee.      |                  |                                             |                 |                   |

## Structures des variations de population

### Soldes naturels et migratoires depuis 1968
La variation totale de population augmente depuis les années 1970, passant de 0,8 à 0,9 %, avant de redescendre à 0,8 sur la dernière période.
Le solde naturel annuel qui est la différence entre le nombre de naissances et le nombre de décès enregistrés au cours d'une même année augmente, passant de 1 à 1,2 %. La baisse du taux de natalité, qui passe de 17,8 à 17,7 ‰, n'est en fait pas compensée par une baisse du taux de mortalité, qui parallèlement passe de 8,1 à 5,7 ‰.
Le flux migratoire augmente mais reste négatif, le taux annuel passant de −0,2 à −0,4 %.
| Indicateurs démographiques                       | 1968 à1975 | 1975 à1982 | 1982 à1990 | 1990 à1999 | 1999 à2010 | 2010 à2015 | 2015 à2021 |
| ------------------------------------------------ | ---------- | ---------- | ---------- | ---------- | ---------- | ---------- | ---------- |
| Variation annuelle moyenne de la population en % | 0,8        | 0,0        | 0,5        | 0,0        | 0,9        | 0,9        | 0,8        |
| - due au solde naturel en %                      | 1,0        | 0,9        | 1,0        | 1,0        | 1,2        | 1,3        | 1,2        |
| - due au solde apparent des entrées sorties en % | -0,2       | -0,8       | -0,5       | -1,0       | -0,4       | -0,4       | -0,4       |
| Taux de natalité en ‰                            | 17,8       | 16,5       | 17,5       | 16,8       | 18,3       | 18,5       | 17,7       |
| Taux de mortalité en ‰                           | 8,1        | 7,8        | 7,3        | 6,7        | 5,9        | 5,4        | 5,7        |
| Source : Insee.                                  |            |            |            |            |            |            |            |

### Mouvements naturels sur la période 2014-2022
En 2014, 29 471 naissances ont été dénombrées contre 8 272 décès. Le nombre annuel des naissances a diminué depuis cette date, passant à 26 247 en 2022, indépendamment à une augmentation, mais relativement faible, du nombre de décès, avec 9 845 en 2022. Le solde naturel est ainsi positif et diminue, passant de 21 199 à 16 402.
Pour des raisons techniques, il est temporairement impossible d'afficher le graphique qui aurait dû être présenté ici.

### Depuis 1999
| Année          | Population moyenne | Indice de fécondité (nombre moyen d'enfants par femme) | Taux de natalité (‰) | Taux de mortalité (‰) |
| -------------- | ------------------ | ------------------------------------------------------ | -------------------- | --------------------- |
| 1999           | 1 390 131          | 2,15                                                   | 17,2                 | 6,3                   |
| 2000           | 1 404 366          | 2,25                                                   | 17,9                 | 6,2                   |
| 2001           | 1 419 497          | 2,26                                                   | 17,8                 | 5,9                   |
| 2002           | 1 435 067          | 2,28                                                   | 17,9                 | 6,0                   |
| 2003           | 1 450 505          | 2,28                                                   | 17,8                 | 6,5                   |
| 2004           | 1 466 501          | 2,30                                                   | 17,9                 | 5,6                   |
| 2005           | 1 483 445          | 2,31                                                   | 18,0                 | 5,6                   |
| 2006           | 1 497 155          | 2,39                                                   | 18,6                 | 5,6                   |
| 2007           | 1 504 403          | 2,38                                                   | 18,4                 | 5,4                   |
| 2008           | 1 511 225          | 2,41                                                   | 18,6                 | 5,5                   |
| 2009           | 1 519 016          | 2,42                                                   | 18,6                 | 5,5                   |
| 2010           | 1 525 988          | 2,44                                                   | 18,7                 | 5,5                   |
| 2011           | 1 534 327          | 2,43                                                   | 18,5                 | 5,4                   |
| 2012           | 1 545 604          | 2,44                                                   | 18,6                 | 5,5                   |
| 2013           | 1 561 755          | 2,43                                                   | 18,4                 | 5,5                   |
| 2014           | 1 581 846          | 2,47                                                   | 18,6                 | 5,2                   |
| 2015           | 1 601 601          | 2,43                                                   | 18,3                 | 5,6                   |
| 2016           | 1 619 475          | 2,39                                                   | 18,0                 | 5,3                   |
| 2017           | 1 639 000          | 2,36                                                   | 17,8                 | 5,4                   |
| 2018           | 1 654 477          | 2,35                                                   | 17,5                 | 5,5                   |
| 2019           |                    | 2,34                                                   | 17,2                 | 5,4                   |
| 2020           |                    | 2,26                                                   | 16,6                 | 6,7                   |
| 2021           |                    | 2,14                                                   |                      |                       |
| 2022           |                    | 2,15                                                   |                      |                       |
| 2023           |                    | 2,04                                                   |                      |                       |
| Source : Insee |                    |                                                        |                      |                       |

## Évolution de la part de la population d'origine étrangère
| Pays de naissance des immigrés | Population (2015) |
| ------------------------------ | ----------------- |
| Algérie                        | 82 907            |
| Maroc                          | 49 463            |
| Portugal                       | 32 434            |
| Tunisie                        | 26 060            |
| Mali                           | 20 859            |
| Sri Lanka                      | 18 615            |
| Turquie                        | 18 170            |
| Chine                          | 16 638            |
| Roumanie                       | 15 688            |
| Côte d'Ivoire                  | 11 991            |
| Haïti                          | 11 655            |
| Sénégal                        | 10 544            |
| Serbie                         | 10 113            |

Selon l'étude Trajectoires et Origines de l'Insee-Ined de 2008, 75 % des personnes âgés de 18 à 50 ans en  Seine-Saint-Denis en 2008 ont un lien direct avec la migration vers la métropole, sur deux générations, au sens d’être immigrés, descendants d’immigrés, natifs d’un département d’Outre-Mer (DOM) ou descendants de natifs de DOM. Parmi ces 75 %, 12 % sont d'origine européenne et 63 % d'origine non européenne (28 % du Maghreb, 12 % d'Afrique Subsaharienne, 8 % des DOM, 6 % d'Asie, 3 % de Turquie, 6 % d'autres régions),.
En février 2011, la démographe Michèle Tribalat était auditionnée devant une commission du Sénat. Au cours de son intervention filmée et visionable en ligne sur le site du Sénat elle donna les chiffres sur la part des jeunes (moins de 18 ans) d'origine étrangère en Île-de-France, en Seine-Saint-Denis et à Clichy-sous-Bois.
Le graphique ci-dessous donne l'évolution de la part des jeunes (0 à 17 ans) d'origine étrangère de 1968 à 2005.
| Année | France | Île de France | Seine-Saint-Denis | Clichy-sous-Bois |
| ----- | ------ | ------------- | ----------------- | ---------------- |
| 2005  | 18 %   | 37 %          | 57 %              | 77 %             |
| 1998  | 17 %   | 34 %          | 50 %              | 69 %             |
| 1990  | 16 %   | 31 %          | 42 %              | 60 %             |
| 1982  | 15 %   | 26 %          | 34 %              | 42 %             |
| 1975  | 13 %   | 21 %          | 27 %              | 30 %             |
| 1968  | 11 %   | 18 %          | 19 %              | 22 %             |

En 2005, 57 % des jeunes de moins de 18 ans en Seine-Saint-Denis sont d'origine étrangère (au moins un parent immigré) contre 18,10 % en France métropolitaine et 41 % à Paris. Parmi les vingt communes françaises où la concentration dépasse 60 % en 2005, toutes sauf une, Vaulx-en-Velin, sont situées en Île-de-France avec, en tête, Clichy-sous-Bois, Aubervilliers et La Courneuve, toutes les trois en Seine-Saint-Denis, où environ trois quarts de la jeunesse est d’origine étrangère. Dans certaines villes de Seine-Saint-Denis, moins de 5 % des jeunes sont d'origine européenne,.
| 2005 (en %)     | Seine-Saint-Denis | Paris | Val-de-Marne | Val-d'Oise | France |
| --------------- | ----------------- | ----- | ------------ | ---------- | ------ |
| Toutes origines | 56,7              | 41,30 | 39,90        | 37,90      | 18,10  |
| Europe du Sud   | 4,0               | 4,0   | 5,5          | 4,8        | 2,6    |
| Maghreb         | 22,0              | 12,1  | 13,2         | 13,0       | 6,9    |
| Afrique noire   | 16,0              | 9,9   | 10,8         | 9,1        | 3,0    |
| Turquie         | 2,7               | 0,6   | 1,2          | 3,1        | 1,4    |

## Composition des ménages
|                                                                   | Seine-Saint-Denis | Moyenne nationale (métropole) |
| ----------------------------------------------------------------- | ----------------- | ----------------------------- |
| Nombre total de ménages                                           | 569 131           | 26 069 046                    |
| Ménages de 1 personne                                             | 30,8 %            | 33,0 %                        |
| Ménages de 2 personnes                                            | 27,0 %            | 32,8 %                        |
| Ménages de 3 personnes                                            | 16,6 %            | 14,9 %                        |
| Ménages de 4 personnes                                            | 13,9 %            | 12,6 %                        |
| Ménages de 5 personnes                                            | 6,9 %             | 4,8 %                         |
| Ménages de 6 personnes ou plus                                    | 4,7 %             | 1,9 %                         |
| Source : Insee, Résultats du recensement de la population de 2006 |                   |                               |

## Densité de population
En 2021, la densité était de 7 064,6 hab./km2.
| 1968 |  | 5290.5 |  |

| 1975 |  | 5597.5 |  |

| 1982 |  | 5606.7 |  |

| 1990 |  | 5847.6 |  |

| 1999 |  | 5854.6 |  |

| 2010 |  | 6443.9 |  |

| 2015 |  | 6742.9 |  |

| 2021 |  | 7064.6 |  |

## Répartition par sexes et tranches d'âges
La population du département est plus jeune qu'au niveau national.
En 2021, le taux de personnes d'un âge inférieur à 30 ans s'élève à 42,4 %, soit au-dessus de la moyenne nationale (35,1 %). À l'inverse, le taux de personnes d'âge supérieur à 60 ans est de 17 % la même année, alors qu'il est de 26,6 % au niveau national.
En 2021, le département comptait 824 881 hommes pour 843 789 femmes, soit un taux de 50,57 % de femmes, légèrement inférieur au taux national (51,61 %).
Les pyramides des âges du département et de la France s'établissent comme suit.
| Hommes | Classe d’âge | Femmes |
| ------ | ------------ | ------ |
| 0,3    | 90 ou +      | 0,9    |
| 3,9    | 75-89 ans    | 5,2    |
| 11,5   | 60-74 ans    | 12,1   |
| 18,7   | 45-59 ans    | 18,1   |
| 22,2   | 30-44 ans    | 22,3   |
| 20,6   | 15-29 ans    | 20,1   |
| 22,8   | 0-14 ans     | 21,4   |

| Hommes | Classe d’âge | Femmes |
| ------ | ------------ | ------ |
| 0,7    | 90 ou +      | 1,9    |
| 7,0    | 75-89 ans    | 9,5    |
| 16,6   | 60-74 ans    | 17,5   |
| 20,0   | 45-59 ans    | 19,5   |
| 18,8   | 30-44 ans    | 18,3   |
| 18,3   | 15-29 ans    | 16,7   |
| 18,6   | 0-14 ans     | 16,7   |

## Répartition par catégories socioprofessionnelles
La catégorie socioprofessionnelle des autres personnes sans activité professionnelle est surreprésentée par rapport au niveau national. Avec 24,2 % en 2021, elle est 7,2 points au-dessus du taux national (17 %). La catégorie socioprofessionnelle des retraités est quant à elle sous-représentée par rapport au niveau national. Avec 15,4 % en 2021, elle est 11,4 points en dessous du taux national (26,8 %).
| Catégorie socioprofessionnelle                    | 2015      | 2015 | 2021      | 2021 | Détails de l'année 2021 | Détails de l'année 2021 | Détails de l'année 2021            | Détails de l'année 2021            | Détails de l'année 2021            |
| Catégorie socioprofessionnelle                    | Nb        | %    | Nb        | %    | Hommes                  | Femmes                  | Part en % de la population âgée de | Part en % de la population âgée de | Part en % de la population âgée de |
| Catégorie socioprofessionnelle                    | Nb        | %    | Nb        | %    | Hommes                  | Femmes                  | 15 à 24 ans                        | 25 à 54 ans                        | 55 ans ou +                        |
| ------------------------------------------------- | --------- | ---- | --------- | ---- | ----------------------- | ----------------------- | ---------------------------------- | ---------------------------------- | ---------------------------------- |
| Agriculteurs exploitants                          | 161       | 0,0  | 101       | 0,0  | 75                      | 26                      | 0,0                                | 0,0                                | 0,0                                |
| Artisans, commerçants, chefs d'entreprise         | 37 867    | 3,1  | 43 493    | 3,3  | 33 738                  | 9 755                   | 0,9                                | 4,6                                | 2,3                                |
| Cadres et professions intellectuelles supérieures | 105 761   | 8,6  | 134 409   | 10,3 | 74 078                  | 60 331                  | 2,8                                | 15,4                               | 5,4                                |
| Professions intermédiaires                        | 175 994   | 14,3 | 186 982   | 14,3 | 86 892                  | 100 090                 | 9,1                                | 20,0                               | 7,0                                |
| Employés                                          | 260 647   | 21,1 | 255 284   | 19,6 | 85 068                  | 170 216                 | 14,2                               | 25,8                               | 11,3                               |
| Ouvriers                                          | 171 488   | 13,9 | 167 946   | 12,9 | 138 236                 | 29 710                  | 6,6                                | 17,4                               | 8,2                                |
| Retraités                                         | 210 437   | 17,1 | 200 292   | 15,4 | 94 222                  | 106 070                 | 0,0                                | 0,1                                | 52,5                               |
| Autres personnes sans activité professionnelle    | 270 632   | 21,9 | 315 468   | 24,2 | 127 081                 | 188 387                 | 66,5                               | 16,6                               | 13,2                               |
| Ensemble                                          | 1 232 985 | 100  | 1 303 975 | 100  | 639 389                 | 664 586                 | 100                                | 100                                | 100                                |
| Sources : Insee,.                                 |           |      |           |      |                         |                         |                                    |                                    |                                    |